# Нортемптон Тауншип (округ Сомерсет, Пенсільванія)
Нортемптон Тауншип (англ. Northampton Township) — селище (англ. township) в США, в окрузі Сомерсет штату Пенсільванія. Населення — 305 осіб (2020).

## Демографія
Згідно з переписом 2010 року, у селищі мешкали 343 особи в 138 домогосподарствах у складі 107 родин. Було 246 помешкань
Расовий склад населення:
| - 99,4 % — білих - 0,3 % — чорних або афроамериканців |

До двох чи більше рас належало 0,3 %. Частка іспаномовних становила 0,0 % від усіх жителів.
За віковим діапазоном населення розподілялося таким чином: 19,5 % — особи молодші 18 років, 60,4 % — особи у віці 18—64 років, 20,1 % — особи у віці 65 років та старші. Медіана віку мешканця становила 47,4 року. На 100 осіб жіночої статі у селищі припадало 104,2 чоловіків;  на 100 жінок у віці від 18 років та старших — 102,9 чоловіків також старших 18 років.
Середній дохід на одне домашнє господарство  становив 52 260 доларів США (медіана — 40 000), а середній дохід на одну сім'ю — 61 023 долари (медіана — 47 813). Медіана доходів становила 40 000 доларів для чоловіків та 27 031 долар для жінок. За межею бідності перебувало 13,5 % осіб, у тому числі 30,5 % дітей у віці до 18 років та 7,9 % осіб у віці 65 років та старших.
Цивільне працевлаштоване населення становило 134 особи. Основні галузі зайнятості: освіта, охорона здоров'я та соціальна допомога — 18,7 %, будівництво — 14,9 %, виробництво — 11,9 %, сільське господарство, лісництво, риболовля — 10,4 %.